# 끄라비주
끄라비주(태국어: กระบี่)는 태국 남부의 안다만해 해안의 짱왓이다.
이웃하는 주로는 팡응아주, 수랏타니주, 나콘시탐마랏주, 뜨랑주가 있다. 서쪽으로는 푸껫주가 이웃하고 있지만, 경계선은 없다. 주도는 끄라비이다.

## 역사
이곳에 처음으로 사람이 거주한 것은 기원전 25000년에서 35,000년까지 거슬러 올라가지만, 역사에 기록된 것은 나콘시탐마랏 왕국이 들어선 1200년이 최초이다. 1872년에 쭐랄롱꼰 왕은 끄라비에 읍의 지위를 부여했지만 나콘시탐마랏의 관할하에 있었다. 1875년에 방콕의 직할이 되면서 현재의 주가 만들어졌다. 1900년에 주지사는 주의 중심을 반딸라드까오에서 끄라비 강 하구의 현재 위치로 옮겼다.
끄라비라는 이름은 '칼'을 의미한다. 이것은 아마도 도시가 세워지기 전에 고대의 칼이 발굴된 전설에서 기원된 것으로 보인다.

## 지리
끄라비주는 안다만해 해변에 위치하고 있으며, 뛰어난 자연 경관을 가지고 있다. 가장 유명한 것은 석회암 언덕이며, 육지와 바다의 섬으로 되어 있다. 전 세계의 절벽타기 매니아들은 똔싸이 해변과 라일라이 해변으로 와서 절벽타기를 즐긴다. 이 해변들은 끄라비의 프라낭 반도를 구성하고 있다. 끄라비에는 154개의 섬 중 피피섬이 가장 유명하고, 피피레섬, 란타섬은 남쪽에 있는 큰 섬이다.

## 슬로건
석탄과 화석 해변, 솟아 오른 산맥, 아름다운 해류, 많은 섬, 야자수 플랜테이션, 모래 해변, 아름다운 바다 세계, 에메랄드빛 안다만해, 그리고 천국의 피피섬을 가진 지방

## 교통
최근에 문을 연 끄라비 국제 공항이 있으며, 시 경계의 10km에 있다. 많은 국외 정규 편을 운항하고 있다. 끄라비섬과 아오낭 해변으로 태국의 유일한 주변 섬을 운항하는 항공편도 있다.

## 행정 구역

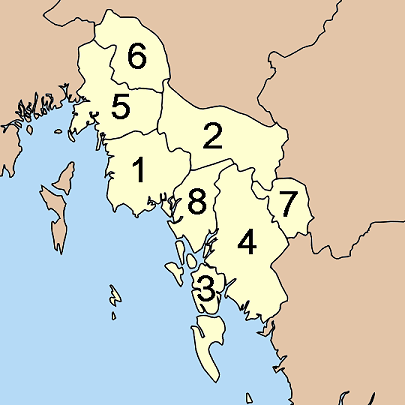
암프 지도

끄라비는 8개의 암프와 53개의 땀본, 374개의 무반이 있다.
1. 므앙끄라비군
2. 카오파놈군
3. 꼬란타군
4. 끌롱톰군
5. 아오루엑군
6. 쁠라이프라야군
7. 람탑군
8. 누에아끌롱군